# Сумарес, Джеймс
Джеймс Сумарес (также Сумарез, Сомарез или Сомарец), 1-й барон Сумарес англ. James Saumarez 11 марта 1757 — 9 октября 1836) — британский моряк Века паруса, адмирал, участник нескольких войн, начиная с Американской революционной и до Наполеоновских, командор Ордена Бани. Впоследствии вице-адмирал Великобритании.

## Биография
Родился в 1757 году в Сент-Питер-Порт, остров Гернси. Сын Мэтью де Сосмареса (англ. Matthew de Sausmarez), землевладельца, и его второй жены Картерет. В 1770 году возрасте 13 лет поступил в Королевский флот мичманом на фрегат HMS Montreal. Изменил фамилию, опустив второе «с», и стал Сумаресом. На Montreal служил в Средиземном море. С 1775 года переведен в Северную Америку на 50-пушечный HMS Bristol, флагман контр-адмирала Паркера. В 1778 году произведен в лейтенанты, командовал галерой HMS Spitfire. 5 августа 1778 года под Ньюпортом, во избежание французского плена сжег галеру. Команда сошла на берег.
Затем служил на HMS Victory и на HMS Fortitude, флагмане вице-адмирала Хайд-Паркера, с которым был при Доггер-Банке, где получил ранение. За храбрость был произведен в коммандеры и получил в командование брандер Tisiphone. В 1782 году доставил на нём донесения вице-адмиралу Худу в Вест-Индию и 25 января присутствовал при заключительной стадии Сент-Киттса. После этого был назначен командовать линейным кораблем HMS Russell, на котором в составе флота Родни был при островах Всех Святых, участвовал в захвате французского флагмана Ville de Paris.
По окончании Американской войны списался на берег.
Возвратился на флот в 1793 году, назначен командовать фрегатом HMS Crescent. На нём в бою 20 октября 1793 взял французский фрегат La Reunion. За этот бой получил из рук короля рыцарство, а от города Лондона подарочное блюдо. 5 июня 1794 года во главе малой эскадры в Канале отбил атаку превосходящих сил французов. В 1795 году получил линейный корабль HMS Orion, с которым 22 июня был у острова Груа. В феврале 1797 года с ним же присоединился к флоту вице-адмирала Джервиса, и отличился при Сан-Висенте, принудив к сдаче 112-пушечный Salvador del Mundo. Зимой 1797−1798 года с Джервисом был при блокаде Кадиса. В мае 1798 года вошёл в эскадру Нельсона, с которым был при Абукире и снова отличился, взяв Peuple Souverain и Franklin.
По возвращении из Египта получил 80-пушечный HMS Caesar, с которым участвовал в блокаде Бреста. в 1801 году произведен в контр-адмиралы синей эскадры и жалован баронетом. Во главе малой эскадры следил за испано-французским флотом в Кадисе. 6 июля понес поражение от Линуа в бухте Альхесирас, но 13 июля в Гибралтарской бухте разбил превосходящую франко-испанскую эскадру. За эту кампанию получил Орден Бани и право свободного входа в Лондон, а в 1803 году пенсию Парламента.
Во время Амьенского мира был дома на Гернси. С началом Наполеоновских войн ему была поручена оборона островов.
В 1808 году в звании вице-адмирала назначен командовать специально сформированным Балтийским флотом, держал флаг на HMS Victory. Блокировал Россию, Данию и Швецию. За проявленный дипломатический такт шведский король позже вручил ему военный Орден Меча.
Начиная с 1812 года действовал против наполеоновских сателлитов, в союзе со Швецией и Россией. После заключения мира в 1814 году стал полным адмиралом.
После 1821 года в море не служил. В 1821-1827 годах был главнокомандующим в Плимуте. По мере выслуги лет получал почётные титулы и таким образом в 1831 году достиг чина вице-адмирала Великобритании.
Умер в 1836 году в своем доме на Гернси. После него остались три сына и две дочери.

## Память

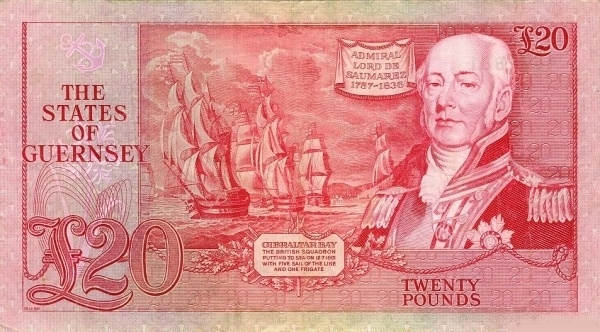
20 фунтов острова Гернси

Несколько кораблей Королевского флота назывались HMS Saumarez.
Махан посвятил ему главу в книге «Типы флотских офицеров».
Изображение Джеймса Сумареса было помещено на банкноту 20 фунтов Гернси, выпускавшуюся с 1980 по 1991 год.

## В литературе
Его выводили в своих романах Форрестер (в серии Хорнблауэра), О’Брайен (в серии Обри-Матюрина) и Стоквин (в серии Кидда), все с разной степенью вымысла.